# Chris Albright
Christopher John Albright (født 14. januar 1979 i Philadelphia, Pennsylvania, USA) er en tidligere amerikansk fodboldspiller (forsvarer).
Albright spillede college-fodbold hos University of Virginia, inden han i 1999 kom ind i den amerikanske fodboldliga Major League Soccer. Her startede han hos D.C. United, og havde efterfølgende ophold hos flere andre af ligaens hold. Længst tid tilbragte han hos Los Angeles Galaxy, hvor han var tilknyttet i seks sæsoner.
Albright nåede gennem sin karriere tre gange at vinde det amerikanske mesterskab. Én gang med D.C. United, og to gange med Los Angeles Galaxy.

## Landshold
Albright spillede mellem 1999 og 2007 22 kampe og scorede ét mål for USA's landshold. Han var en del af den amerikanske trup til VM i 2006 i Tyskland, men kom dog ikke på banen i turneringen, hvor amerikanerne blev slået ud efter det indledende gruppespil.